# Michael Ignaz Palliari
Michael Ignaz Palliari (1702. szeptember 26. – 1751. augusztus 11., Michal Ignác Palliardi), Giovanni Pietro Palliari (Jan Peter) fia, a Palliardi család második generációjának jelesebb képviselője. Elődeihez hasonlóan stukkótervező; a család első építőmestere (baumeister).

## Élete
A Kisoldalban született, mint Giovanni Pietro Palliari stukkómíves második fia. Ott is keresztelték meg szeptember 30-án.
Bátyjához hasonlóan]] folytatta apja mesterségét. A művészettörténészek két különböző dátumot adnak meg arra, hogy mikor kapta meg a Kisoldalban a polgárjogot: 1737. december 3-án, illetve 1727. február 3-án.
Valószínűleg szoros kapcsolatot tartottak a Dientzenhofer családdal, amellyel szomszédok voltak. A Palliarik 1680 óta az Arany csésze házban laktak a mai Neruda utca 212-ben, az építész Kryštof Dientzenhofer pedig a Valkoum-házban (Valkounský dům), a 211/14-ben. Ezt 1704-ben újjáépítette, majd 1705-ben eladta Jan Blažej Santininek (1677–1723).
Ugyancsak a Kisoldalban halt meg a Kranner-házban.

### Utódai
1728. szeptember 28-án a strahovi templomban feleségül vette Kateřina Limberkint (Limberská, †1747. december 22.). A tanúk:
- Anton Spannbrucker építész,
- Thomas Haffenecker építész (Anton Haffenecker építész és építőmester apja), valamint
- Anna Constantie Haffeneckerová (előbbi felesége) voltak.

A házaspárnak összesen 11 gyereke született (bár többen közülük még csecsemő korukban meghaltak): Az ismert születések (*), illetve keresztelők:
- 1729. június 26. — Terezia Klara Palliari (később Spitsza),
- 1731. május 30. — Peter Anton Palliari,
- 1732. április 23. — Anton Fidelio Palliari (†1757),
- 1737. május 15. — Johann Ignaz Palliardi (Ignác Jan Nepomuk Palliardi, Ignaz Giovanni Nepomuceno Palliari †1821)
- 1739. szeptember 3. — Maria Anna Palliari (később Fririch Anna)
- 1741. október 22. — Teresia Kateřina Palliari,
- 1744. január 21. — Johannes Nepomuk Georg Palliardi (Jan Nepomuk Jiří Palliari, Giovanni Nepomuceno Giorgio Palliardi, †1810),
- 1746. szeptember 10. — Lucia Magdalena Palliari (†1746),
- Maria Lucia Palliari (született és el is hunyt 1747-ben)

A négy fiú közül három folytatta apjuk hivatását:
- Anton Fidelio Palliari,
- Johann Ignaz Palliardi (Ignác Jan Nepomuk Palliari, Ignaz Giovanni Nepomuceno Palliardi) és
- a legfiatalabb Johannes Nepomuk Georg Palliardi.

Valószínűsíthető, hogy apjuk továbbadta ismereteit fiainak, és bevonta őket munkájába. Nem maradt fenn levéltári információ arról, hogy lett volna családi műhelyük (bottega, bizonyára volt), miként arról sem, hogy önállósodásuk után a fiúk együttműködtek-e, mennyire tartották egymással a kapcsolatot: a fennmaradt terveken és beszámolókon mindig csak egy szerző aláírása szerepel. Annyi bizonyos, hogy amikor egy testvér meghalt, egy másik átvette félbemaradt munkáit.
A fiúk közül Johann Ignaz Palliardi lett a leghíresebb. Az ő nevének d-betűs írásmódja miatt szokás a családot Palliardiként említeni.

## Munkássága
A művészettörténészek különbözőképp vélekednek arról, melyek azok az épületek, amelyeket ő épített. A bizonytalanság fő oka, hogy a munkásságát folytató fia az övével azonos keresztnevet kapott.
- 1739-ben fejezte be a Petřín lábánál (Resslova utca 307.) épült Borromei Károly kolostor stukkódíszeit.
- Ugyanebben az évben készítette el a Szent István-templom stukkóit.
- A Borromei Szent Károly-templomot  (ma Szent Cirill és Metód ortodox székesegyháza) 1730 és 1736 között építette Kilian Ignaz Dientzenhofer az egykori Zderazban, ami ma Prága Újvárosának része. 1739-ben Palliari miniatűr rácsot és palmetta motívumokat helyezett az épület boltozatára, a diadalív fölé pedig kartusokat és angyalokkal díszített függönyöket. Johann Nepomuk Schöpf freskóit gazdagon profilozott, kiváló minőségű keretekkel övezte. A boltíveket és a csegelyeket elválasztó szalagok is gazdagon díszítettek. 120 aranyat kapott ezért a munkáért.
  - Az 1930-as évek végén František Deveti szobrásszal és Rochus Bayer stukkómívessel közösen a templom külső díszítésében is részt vett.
- 1742-ben G. V. Kaspar apát elrendelte a Szűz Mária mennybemenetele bazilikában a porosz ágyúzás okozta károk helyreállítását. Az újjáépítés 1743 januárjában kezdődött el Anselmo Lurago tervei szerint. Ekkor helyezték a székesegyház mennyezetére a máig látható stukkódíszeket.[1] A Szent István-kápolna boltozatának stukkóit is ő állította helyre.
- A Szent Norbert és Szent Orsolya ereklyéit is őrző északi oldalkápolnában új stukkódíszítést helyezett fel.
- Bizonytalan adatok szerint Jan Kryštof Spannbrucker 1740–42 közt rendelhette meg tőle a Szent Lőrinc-templom bővítését, valószínűleg Kilian Ignaz Dientzenhofer terve alapján.
- 1743-ban, Spannbrucker halála után a prágai nagyvárosi káptalan építőmesterévé nevezték ki Hradzsinban.
- 1747 után a már nem létező Atshiddov-palotát és Bissingenov-palotát építette.
- 1750-ben Luštěnicében elkészítette a Szent Márton-templom terveit (ezek fennmaradtak).